# 2019年のワールドシリーズ
2019年の野球において、メジャーリーグベースボール（MLB）優勝決定戦の第115回ワールドシリーズ（英語: 115th World Series）は、10月22日から30日にかけて計7試合が開催された。その結果、ワシントン・ナショナルズ（ナショナルリーグ）がヒューストン・アストロズ（アメリカンリーグ）を4勝3敗で下し、球団創設51年目で初の優勝を果たした。
7戦4勝制のシリーズにおいてビジター球団が全勝したのは、MLBのみならず北米4大プロスポーツリーグの他競技を含めても史上初めて。アメリカ合衆国の首都ワシントンD.C.でワールドシリーズが開催されたのは1933年以来で、ナショナルズは86年ぶりの首都開催3試合では1勝もできなかった――それどころかいずれの試合も1得点しか奪えず、本拠地での3試合合計得失点差－16は歴代ワーストタイだった――ものの、敵地テキサス州ヒューストンで4勝を挙げて初出場初優勝を成し遂げた。シリーズMVPには、第6戦に先発登板して相手打線を9回途中まで2失点に抑えるなど、2試合14.1イニングで2勝0敗・防御率2.51という成績を残したナショナルズのスティーブン・ストラスバーグが選出された。
冠スポンサーは2018年3月締結の契約に基づき、Google傘下動画投稿サイトのテレビ放送配信サービス "YouTube TV" が務める。よって大会名はワールドシリーズ presented by YouTube TV（英語: World Series presented by YouTube TV）となる。

## ワールドシリーズまでの道のり

### 両チームの2019年
10月15日にまずナショナルリーグでナショナルズ（東地区）が、そして19日にはアメリカンリーグでアストロズ（西地区）が、それぞれリーグ優勝を決めてワールドシリーズへ駒を進めた。
ナショナルズは2018年、82勝80敗の地区2位でポストシーズン進出を逃した。オフには中心打者ブライス・ハーパーがFAとなったが、ナショナルズは10年契約のオファーを断られると、代わりに先発投手のパトリック・コービンやアニバル・サンチェス、捕手のヤン・ゴームズやカート・スズキなどを加えた。2019年は開幕から5月23日までの50試合で19勝31敗と大きく負け越し、7月31日のトレード期限までに主力選手を他球団へ放出するのではとも囁かれた。しかしそこから巻き返して前半戦終了時には47勝42敗とし、地区2位・ワイルドカード争い首位につけた。トレード期限までには、防御率が6点近くでリーグ最低の救援投手陣にダニエル・ハドソンらを補強した。後半戦は勝率をさらに上げたものの、地区首位アトランタ・ブレーブスに追いつくことはできず。ただワイルドカード争いの首位は守り、9月24日にポストシーズン進出を確定させた。平均得点5.39はリーグ2位、防御率4.28はリーグ8位。打線はアンソニー・レンドンとフアン・ソトを中心に得点を重ね、投手陣は救援の弱さをスティーブン・ストラスバーグやコービンら先発陣が補った。5月24日からの112試合は74勝38敗で、この期間に限ればロサンゼルス・ドジャースと並ぶリーグ最高勝率だった。ワイルドカードゲームでミルウォーキー・ブルワーズ相手に4－3の逆転勝利を収めると、地区シリーズではドジャースを3勝2敗で、リーグ優勝決定戦ではセントルイス・カージナルスを4勝0敗で、それぞれ下した。
アストロズでは前年のリーグ優勝決定戦敗退後、先発ローテーションからダラス・カイケルとチャーリー・モートンがFA移籍で、ランス・マッカラーズ・ジュニアがトミー・ジョン手術で抜け、2枚看板のジャスティン・バーランダーとゲリット・コールを残して500イニング分の穴が生まれた。その穴はウェイド・マイリーの獲得と内部配置転換で埋めることとなり、他方で打線にはマイケル・ブラントリーとロビンソン・チリノスが加わった。2019年は、4月28日にチリノスの決勝3点本塁打で試合に勝利して地区首位へ浮上すると、その座を守りながらシーズンを進め、前半戦終了時点では57勝33敗で2位オークランド・アスレチックスに7.0ゲーム差をつける。その後、トレードではザック・グレインキーを獲得して先発ローテーションを強化した。後半戦もアスレチックスを寄せ付けず、結局は前述の4月28日以降一度も首位を譲らないまま、9月22日に地区3連覇を決めた。3年連続のレギュラーシーズン100勝超えは、MLB史上15年ぶり6球団目である。平均得点5.68はリーグ3位、防御率3.66はリーグ最高。打線では主力選手8人がOPS.790以上を記録し、なかでもヨルダン・アルバレスは新人ながら82試合で27本塁打・77打点と強打を発揮した。投手陣では、バーランダーとコールが勝利・防御率・奪三振・被打率でリーグのトップ2を占めた。地区シリーズではタンパベイ・レイズを3勝2敗で、リーグ優勝決定戦ではニューヨーク・ヤンキースを4勝2敗で、それぞれ下した。
この両チームは、スプリングトレーニングの施設をフロリダ州ウェストパームビーチで共用している。両チームにとってこの年のオープン戦初戦は拠点球場FITTEAMボールパーク・オブ・パームビーチーズ（球場名は当時）での直接対決で、アストロズのジェイク・マリスニックがナショナルズのマックス・シャーザーから先頭打者本塁打を放って始まった。

### ホームフィールド・アドバンテージ
ワールドシリーズの第1・2・6・7戦を本拠地で開催できる "ホームフィールド・アドバンテージ" は、レギュラーシーズンの勝率がより高いほうの球団に与えられる。ポストシーズン進出10球団のアドバンテージ優先順位は以下の通り。
| 優先順位   | 球団                         | レギュラーシーズン成績 | レギュラーシーズン成績         | ポストシーズン結果              |        |        |        |
| 優先順位   | 球団                         | レギュラーシーズン成績 | レギュラーシーズン成績         | ポストシーズン結果              | WCG    | DS     | LCS    |
| ---------- | ---------------------------- | ---------------------- | ------------------------------ | ------------------------------- | ------ | ------ | ------ |
| 01         | ヒューストン・アストロズ     | 107勝55敗・勝率.660    | AL西地区優勝                   | ワールドシリーズ進出            | 免除   | 3勝2敗 | 4勝2敗 |
| 02         | ロサンゼルス・ドジャース     | 106勝56敗・勝率.654    | NL西地区優勝                   | 地区シリーズ（DS）敗退          | 免除   | 2勝3敗 | －     |
| 03         | ニューヨーク・ヤンキース     | 103勝59敗・勝率.636    | AL東地区優勝                   | リーグ優勝決定戦（LCS）敗退     | 免除   | 3勝0敗 | 2勝4敗 |
| 04         | ミネソタ・ツインズ           | 101勝61敗・勝率.623    | AL中地区優勝                   | 地区シリーズ（DS）敗退          | 免除   | 0勝3敗 | －     |
| 05[※1]     | アトランタ・ブレーブス       | 097勝65敗・勝率.599    | NL東地区優勝                   | 地区シリーズ（DS）敗退          | 免除   | 2勝3敗 | －     |
| 06[※1][※2] | オークランド・アスレチックス | 097勝65敗・勝率.599    | AL西地区2位＝第1ワイルドカード | ワイルドカードゲーム（WCG）敗退 | 0勝1敗 | －     | －     |
| 07[※2]     | タンパベイ・レイズ           | 096勝66敗・勝率.593    | AL東地区2位＝第2ワイルドカード | 地区シリーズ（DS）敗退          | 1勝0敗 | 2勝3敗 | －     |
| 08[※2]     | ワシントン・ナショナルズ     | 093勝69敗・勝率.574    | NL東地区2位＝第1ワイルドカード | ワールドシリーズ進出            | 1勝0敗 | 3勝2敗 | 4勝0敗 |
| 09[※2]     | セントルイス・カージナルス   | 091勝71敗・勝率.562    | NL中地区優勝                   | リーグ優勝決定戦（LCS）敗退     | 免除   | 3勝2敗 | 0勝4敗 |
| 10         | ミルウォーキー・ブルワーズ   | 089勝73敗・勝率.549    | NL中地区2位＝第2ワイルドカード | ワイルドカードゲーム（WCG）敗退 | 0勝1敗 | －     | －     |

※1  シーズン162試合の勝敗が同じ、かつこの年の直接対決がない場合は、それぞれの球団が同地区他球団相手に残した成績が決め手となる。ブレーブスがナショナルリーグ東地区4球団相手に46勝30敗・勝率.605だったのに対し、アスレチックスはアメリカンリーグ西地区4球団相手に44勝32敗・勝率.579だったので、ブレーブスが上位となる。
※2  同一リーグ内の地区シリーズやリーグ優勝決定戦では、勝率に関係なく地区優勝球団はワイルドカード球団より上位に位置づけられるが、ワールドシリーズだけはこれに当てはまらない。
10月9日、ナショナルリーグの地区シリーズでブレーブスとドジャースの敗退が決まった。この時点で、ナショナルリーグで勝ち残っていたのはナショナルズとカージナルスである。この2球団はいずれも、アメリカンリーグで勝ち残りのヤンキースとアストロズ、レイズのどれよりも勝率が低い。したがってブレーブスとドジャースの敗退により、アドバンテージがアメリカンリーグ優勝球団へ与えられることが確定した。

## 両チームの過去の対戦

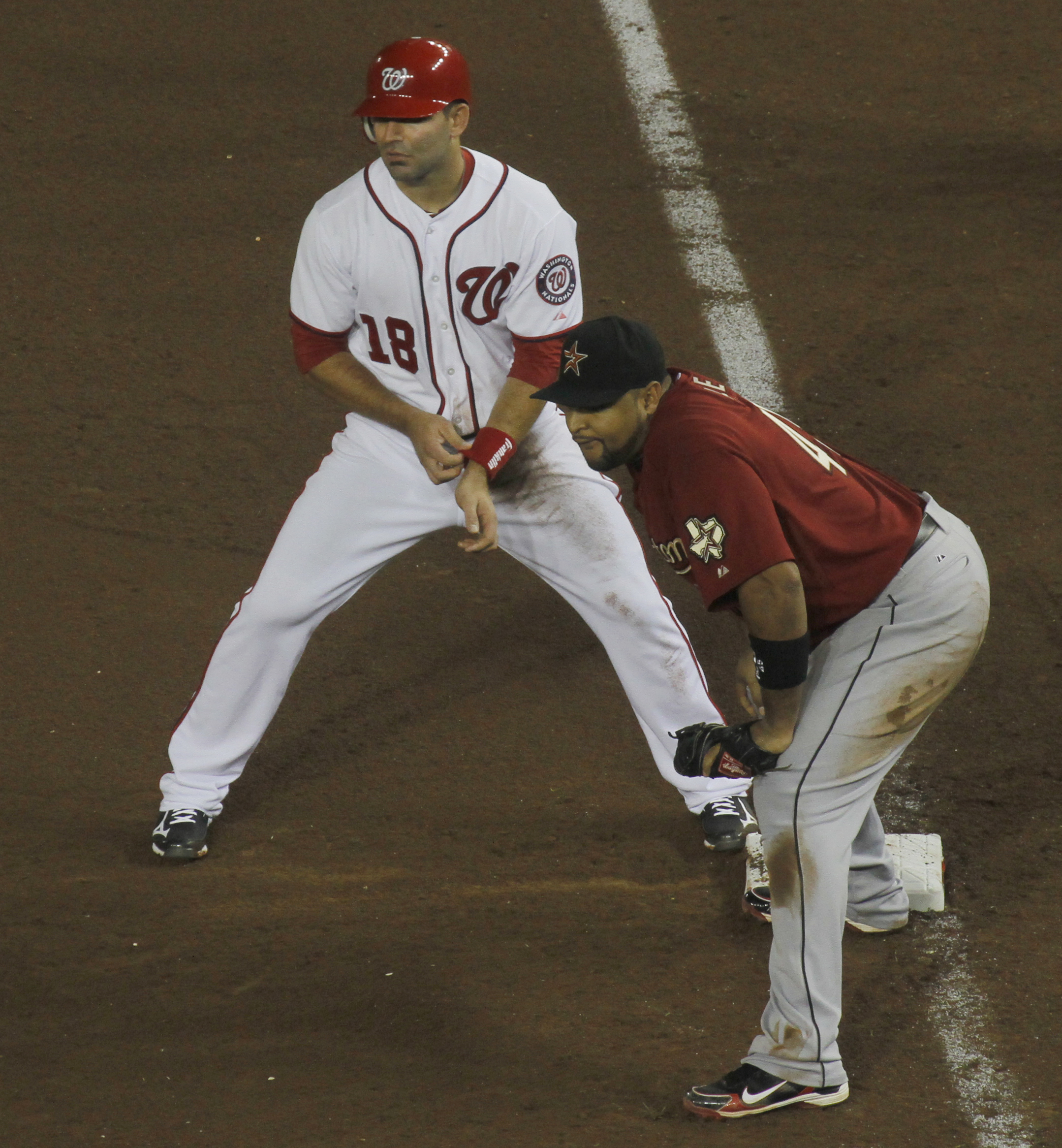
9月9日の対戦の様子。手前の一塁手がアストロズのカルロス・リー、奥の走者がナショナルズのダニー・エスピノーサ

ナショナルズとアストロズはいずれも、1961年以降のエクスパンションによってナショナルリーグに創設された球団である。ナショナルズは1969年、カナダのケベック州モントリオールを本拠地とする "モントリオール・エクスポズ" として創設され、2004年シーズン終了後にアメリカ合衆国ワシントンD.C.へ移転してナショナルズとなった。アストロズはエクスポズより7年早く1962年に "ヒューストン・コルトフォーティファイブス" として創設され、3年後にアストロズに改称、2012年シーズン終了後にナショナルリーグ中地区からアメリカンリーグ西地区へ転籍した。したがって、1969年から2012年までの44年間、エクスポズ/ナショナルズとアストロズは同じリーグで毎年対戦していた。その間の対戦成績はアストロズの243勝201敗・勝率.547である。ただ、エクスポズがナショナルズになった2005年から2012年までの8年間に限ると、逆にナショナルズが30勝26敗・勝率.536で勝ち越している。両球団がポストシーズンで対戦したことは、44年間で一度もない。
2013年にアストロズがアメリカンリーグへ転籍したあとは、両球団の対戦はインターリーグとして数年に一度しか行われなくなった。同年から2019年までの7年間で、両球団の対戦は7試合が組まれており、その結果はナショナルズの6勝1敗・勝率.857である。直近の対戦は2017年8月、アストロズの本拠地ミニッツメイド・パークでの3連戦で、ナショナルズの2勝1敗だった。この3連戦のうち3試合目ではナショナルズの先発投手をスティーブン・ストラスバーグが務め、勝ち負けこそつかなかったものの6イニングで7奪三振・無失点と好投している。

## ロースター
両チームの出場選手登録（ロースター）は以下の通り。
- 名前の横の★はこの年のオールスターゲームに選出された選手を、＃はレギュラーシーズン開幕後に入団した選手を、◎はリーグ優勝決定戦MVP受賞者を示す。
- 年齢は今シリーズ開幕時点でのもの。

| ワシントン・ナショナルズ | ワシントン・ナショナルズ | ワシントン・ナショナルズ | ワシントン・ナショナルズ     | ワシントン・ナショナルズ | ワシントン・ナショナルズ | ワシントン・ナショナルズ | ワシントン・ナショナルズ | ワシントン・ナショナルズ | ヒューストン・アストロズ | ヒューストン・アストロズ | ヒューストン・アストロズ | ヒューストン・アストロズ    | ヒューストン・アストロズ | ヒューストン・アストロズ | ヒューストン・アストロズ | ヒューストン・アストロズ | ヒューストン・アストロズ |
| 守備位置                 | 背番号                   | 出身                     | 選手                         | 投                       | 打                       | 年齢                     | ワールドシリーズ経験     | ワールドシリーズ経験     | 守備位置                 | 背番号                   | 出身                     | 選手                        | 投                       | 打                       | 年齢                     | ワールドシリーズ経験     | ワールドシリーズ経験     |
| 守備位置                 | 背番号                   | 出身                     | 選手                         | 投                       | 打                       | 年齢                     | 出場                     | 優勝                     | 守備位置                 | 背番号                   | 出身                     | 選手                        | 投                       | 打                       | 年齢                     | 出場                     | 優勝                     |
| ------------------------ | ------------------------ | ------------------------ | ---------------------------- | ------------------------ | ------------------------ | ------------------------ | ------------------------ | ------------------------ | ------------------------ | ------------------------ | ------------------------ | --------------------------- | ------------------------ | ------------------------ | ------------------------ | ------------------------ | ------------------------ |
| 投手                     | 46                       | アメリカ合衆国の旗       | パトリック・コービン         | 左                       | 左                       | 30                       | 初                       | なし                     | 投手                     | 45                       | アメリカ合衆国の旗       | ゲリット・コール★           | 右                       | 右                       | 29                       | 初                       | なし                     |
| 投手                     | 63                       | アメリカ合衆国の旗       | ショーン・ドゥーリトル       | 左                       | 左                       | 33                       | 初                       | なし                     | 投手                     | 47                       | アメリカ合衆国の旗       | クリス・デベンスキー        | 右                       | 右                       | 28                       | 02年ぶり2回目            | 1回                      |
| 投手                     | 48                       | アメリカ合衆国の旗       | ハビー・ゲラ＃               | 右                       | 右                       | 33                       | 初                       | なし                     | 投手                     | 21                       | アメリカ合衆国の旗       | ザック・グレインキー★＃     | 右                       | 右                       | 36                       | 初                       | なし                     |
| 投手                     | 44                       | アメリカ合衆国の旗       | ダニエル・ハドソン＃         | 右                       | 右                       | 32                       | 初                       | なし                     | 投手                     | 36                       | アメリカ合衆国の旗       | ウィル・ハリス              | 右                       | 右                       | 35                       | 02年ぶり2回目            | 1回                      |
| 投手                     | 21                       | アメリカ合衆国の旗       | タナー・レイニー             | 右                       | 右                       | 26                       | 初                       | なし                     | 投手                     | 39                       | アメリカ合衆国の旗       | ジョシュ・ジェームズ        | 右                       | 右                       | 26                       | 初                       | なし                     |
| 投手                     | 56                       | ドミニカ共和国の旗       | フェルナンド・ロドニー＃     | 右                       | 右                       | 42                       | 13年ぶり2回目            | なし                     | 投手                     | 54                       | メキシコの旗             | ロベルト・オスナ            | 右                       | 右                       | 24                       | 初                       | なし                     |
| 投手                     | 41                       | アメリカ合衆国の旗       | ジョー・ロス                 | 右                       | 右                       | 26                       | 初                       | なし                     | 投手                     | 41                       | アメリカ合衆国の旗       | ブラッド・ピーコック        | 右                       | 右                       | 31                       | 02年ぶり2回目            | 1回                      |
| 投手                     | 19                       | ベネズエラの旗           | アニバル・サンチェス         | 右                       | 右                       | 35                       | 07年ぶり2回目            | なし                     | 投手                     | 55                       | アメリカ合衆国の旗       | ライアン・プレスリー★       | 右                       | 右                       | 30                       | 初                       | なし                     |
| 投手                     | 31                       | アメリカ合衆国の旗       | マックス・シャーザー★        | 右                       | 右                       | 35                       | 07年ぶり2回目            | なし                     | 投手                     | 30                       | ベネズエラの旗           | ヘクター・ロンドン          | 右                       | 右                       | 31                       | 03年ぶり2回目            | 1回                      |
| 投手                     | 37                       | アメリカ合衆国の旗       | スティーブン・ストラスバーグ | 右                       | 右                       | 31                       | 初                       | なし                     | 投手                     | 38                       | アメリカ合衆国の旗       | ジョー・スミス              | 右                       | 右                       | 35                       | 初                       | なし                     |
| 投手                     | 51                       | ドミニカ共和国の旗       | ワンダー・スエロ             | 右                       | 右                       | 28                       | 初                       | なし                     | 投手                     | 65                       | メキシコの旗             | ホセ・ウルキディ            | 右                       | 右                       | 24                       | 初                       | なし                     |
| 捕手                     | 10                       | ブラジルの旗             | ヤン・ゴームズ               | 右                       | 右                       | 32                       | 03年ぶり2回目            | なし                     | 投手                     | 35                       | アメリカ合衆国の旗       | ジャスティン・バーランダー★ | 右                       | 右                       | 36                       | 02年ぶり4回目            | 1回                      |
| 捕手                     | 28                       | アメリカ合衆国の旗       | カート・スズキ               | 右                       | 右                       | 36                       | 初                       | なし                     | 捕手                     | 28                       | ベネズエラの旗           | ロビンソン・チリノス        | 右                       | 右                       | 35                       | 初                       | なし                     |
| 内野手                   | 15                       | アメリカ合衆国の旗       | マット・アダムス             | 右                       | 左                       | 31                       | 06年ぶり2回目            | なし                     | 捕手                     | 12                       | プエルトリコの旗         | マーティン・マルドナード＃  | 右                       | 右                       | 33                       | 初                       | なし                     |
| 内野手                   | 13                       | ベネズエラの旗           | アズドルバル・カブレラ＃     | 右                       | 両                       | 33                       | 初                       | なし                     | 内野手                   | 27                       | ベネズエラの旗           | ホセ・アルトゥーベ◎         | 右                       | 右                       | 29                       | 02年ぶり2回目            | 1回                      |
| 内野手                   | 9                        | アメリカ合衆国の旗       | ブライアン・ドージャー       | 右                       | 右                       | 32                       | 02年連続2回目            | なし                     | 内野手                   | 2                        | アメリカ合衆国の旗       | アレックス・ブレグマン★     | 右                       | 右                       | 25                       | 02年ぶり2回目            | 1回                      |
| 内野手                   | 47                       | アメリカ合衆国の旗       | ハウィー・ケンドリック◎      | 右                       | 右                       | 36                       | 初                       | なし                     | 内野手                   | 1                        | プエルトリコの旗         | カルロス・コレア            | 右                       | 右                       | 25                       | 02年ぶり2回目            | 1回                      |
| 内野手                   | 6                        | アメリカ合衆国の旗       | アンソニー・レンドン★        | 右                       | 右                       | 29                       | 初                       | なし                     | 内野手                   | 16                       | キューバの旗             | アレドミス・ディアス        | 右                       | 右                       | 29                       | 初                       | なし                     |
| 内野手                   | 7                        | アメリカ合衆国の旗       | トレイ・ターナー             | 右                       | 右                       | 26                       | 初                       | なし                     | 内野手                   | 10                       | キューバの旗             | ユリ・グリエル              | 右                       | 右                       | 35                       | 02年ぶり2回目            | 1回                      |
| 内野手                   | 11                       | アメリカ合衆国の旗       | ライアン・ジマーマン         | 右                       | 右                       | 35                       | 初                       | なし                     | 外野手                   | 44                       | キューバの旗             | ヨルダン・アルバレス        | 右                       | 左                       | 22                       | 初                       | なし                     |
| 外野手                   | 2                        | アメリカ合衆国の旗       | アダム・イートン             | 左                       | 左                       | 30                       | 初                       | なし                     | 外野手                   | 23                       | アメリカ合衆国の旗       | マイケル・ブラントリー★     | 左                       | 左                       | 32                       | 初                       | なし                     |
| 外野手                   | 88                       | ベネズエラの旗           | ジェラルド・パーラ＃         | 左                       | 左                       | 32                       | 初                       | なし                     | 外野手                   | 6                        | アメリカ合衆国の旗       | ジェイク・マリスニック      | 右                       | 右                       | 28                       | 初                       | なし                     |
| 外野手                   | 16                       | ドミニカ共和国の旗       | ビクター・ロブレス           | 右                       | 右                       | 22                       | 初                       | なし                     | 外野手                   | 22                       | アメリカ合衆国の旗       | ジョシュ・レディック        | 右                       | 左                       | 32                       | 02年ぶり2回目            | 1回                      |
| 外野手                   | 22                       | ドミニカ共和国の旗       | フアン・ソト                 | 左                       | 左                       | 20                       | 初                       | なし                     | 外野手                   | 4                        | アメリカ合衆国の旗       | ジョージ・スプリンガー★     | 右                       | 右                       | 30                       | 02年ぶり2回目            | 1回                      |
| 外野手                   | 3                        | アメリカ合衆国の旗       | マイケル・テイラー           | 右                       | 右                       | 28                       | 初                       | なし                     | 外野手                   | 3                        | アメリカ合衆国の旗       | カイル・タッカー            | 右                       | 左                       | 22                       | 初                       | なし                     |

ナショナルズはリーグ優勝決定戦のロースターから投手をふたり入れ替え、ロエニス・エリアスとオースティン・ボスに代えてジョー・ロスとワンダー・スエロを登録した。この4投手のうち、今ポストシーズンで登板機会があったのはスエロのみだった。ただそれも地区シリーズ第3戦の0.1イニングのみで、アウトを取る前に本塁打と二塁打を打たれていた。ロスとスエロの選出は連投やイニングまたぎを念頭に置いた措置だったが、よほどのことがない限り出番はそう多くならないと予想される。というのもナショナルズは今ポストシーズンで、特定の投手に登板機会を集中させているためである。先発ローテーション投手のうちスティーブン・ストラスバーグ、マックス・シャーザーとパトリック・コービンの3人は、先発登板間にリリーフでも起用されている。これに先発4人目のアニバル・サンチェス、リリーフのショーン・ドゥーリトルとダニエル・ハドソンを加えた6人のイニング消化数は、今ポストシーズン全10試合90イニング中では90％の81イニング、リーグ優勝決定戦4試合36イニング中では91.7％の33イニングにのぼる。
アストロズはリーグ優勝決定戦のロースターから救援右腕を入れ替え、ブライアン・アブレイユを外してクリス・デベンスキーを加えた。デベンスキーは2年前のシリーズ登板経験を買われ、今ポストシーズンで初めてロースター入りした。アブレイユは今ポストシーズンの登板がリーグ優勝決定戦・初戦の1試合のみで、5点ビハインドの9回表からマウンドに上がったが、最後まで投げ切れずに2失点を喫していた。また、アストロズにはウェイド・マイリーやフランバー・バルデスなどの左投手もいたが、彼らはひとりもロースター入りしていない。特にマイリーはレギュラーシーズンで先発ローテーションの一角を占め、33試合167.1イニングで14勝6敗・防御率3.98を記録した。しかし9月に防御率16.68と打ち込まれ、地区シリーズでも2.2イニングで3点を失っていた。その結果、今シリーズのアストロズ投手陣は全員が右投手となった。左投手不在のロースターでワールドシリーズに臨むのは、1903年の第1回シリーズに出場したボストン・アメリカンズとピッツバーグ・パイレーツの両球団以来、アストロズが116年ぶり3球団目である。

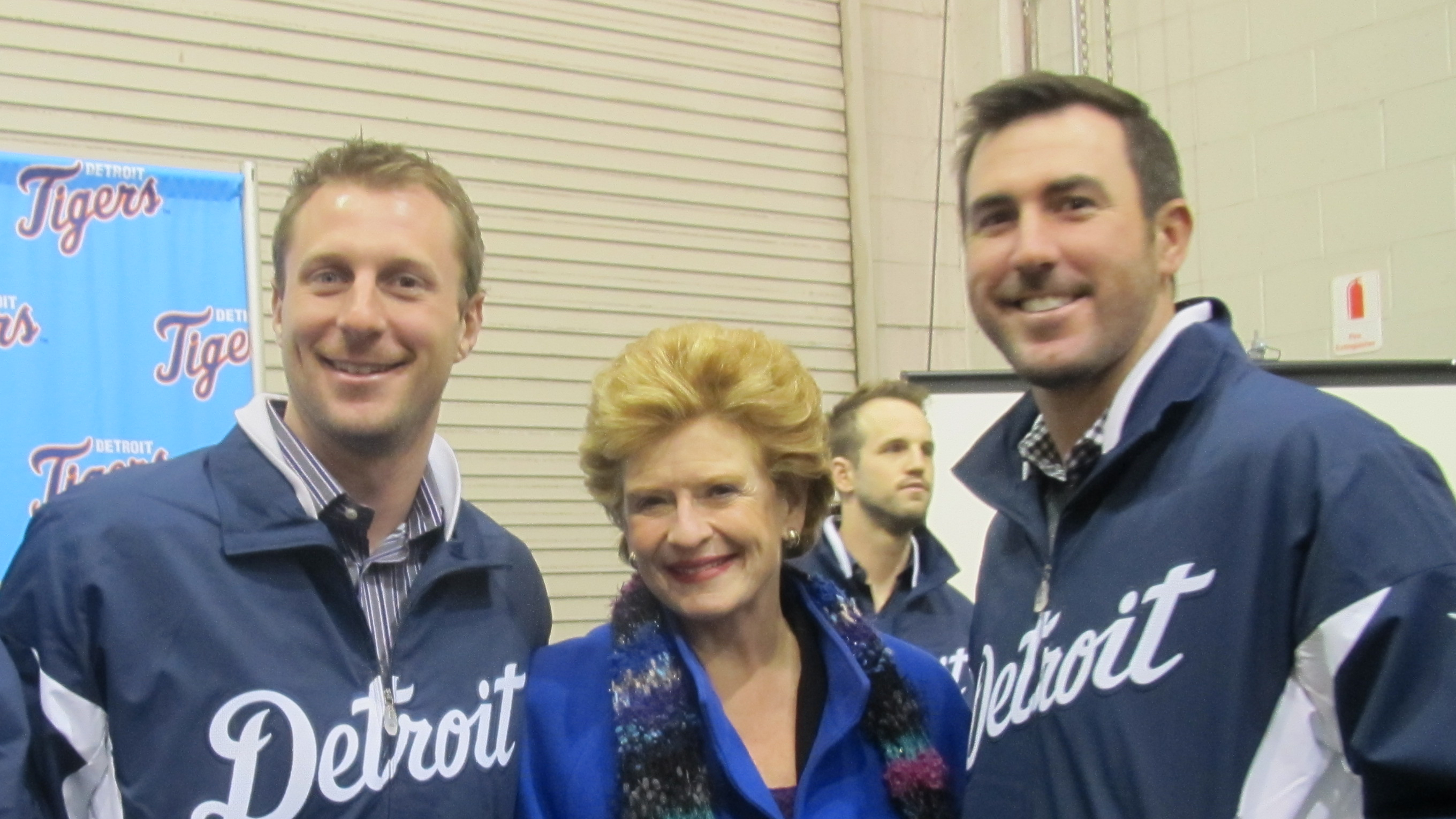
デトロイト・タイガース時代の1月、揃ってイベントに参加したマックス・シャーザー（左）とジャスティン・バーランダー（右）。ふたりの間で微笑んでいる女性は、タイガースの地元ミシガン州から選出された連邦議会上院議員のデビー・スタブナウである

ナショナルズのシャーザーとサンチェス、アストロズのジャスティン・バーランダーの3投手は、2012年シーズン途中から2014年シーズン終了まで、デトロイト・タイガースでチームメイトだった。2012年には3人が揃って先発ローテーションに名を連ね、ワールドシリーズにも出場している。もし今シリーズにおいて、シャーザーあるいはサンチェスとバーランダーが同じ試合で両軍の先発投手として対戦すると、ある球団でチームメイトとしてワールドシリーズに出場したふたりがそれぞれ別球団に移籍し、のちにワールドシリーズで投げ合うという史上2度目の出来事となる。当時タイガース投手コーチだったジェフ・ジョーンズは、今シリーズについて「『こっちのチームに勝ってほしい』とは言いにくいし、試合を観るときにはちょっとそわそわするだろうね。彼らがみんないいピッチングしてくれればと思うよ」と話している。

## 開幕前の予想
ESPNが自社の記者29人にどちらがシリーズを制するか予想させたところ、アストロズ勝利予想が22人に対しナショナルズ勝利予想が7人という結果となった。CBSスポーツも同様の企画を記者5人で実施し、アストロズ勝利予想が3人でナショナルズ勝利予想のふたりを上回った。『スポーツ・イラストレイテッド』の企画では記者6人が、『USAトゥデイ』の企画では記者5人が、いずれも全員アストロズを支持した。

## 試合結果
2019年のワールドシリーズは10月22日に開幕し、途中に移動日を挟んで9日間で7試合が行われた。日程・結果は以下の通り。
| 日付                                                          | 試合  | ビジター球団（先攻）     | スコア | ホーム球団（後攻）       | 開催球場               | 開催球場                                   |
| ------------------------------------------------------------- | ----- | ------------------------ | ------ | ------------------------ | ---------------------- | ------------------------------------------ |
| 10月22日（火）                                                | 第1戦 | ワシントン・ナショナルズ | 5－4   | ヒューストン・アストロズ | ミニッツメイド・パーク | ナショナルズ・パークミニッツメイド・パーク |
| 10月23日（水）                                                | 第2戦 | ワシントン・ナショナルズ | 12－3  | ヒューストン・アストロズ | ミニッツメイド・パーク | ナショナルズ・パークミニッツメイド・パーク |
| 10月24日（木）                                                |       | 移動日                   | 移動日 | 移動日                   |                        | ナショナルズ・パークミニッツメイド・パーク |
| 10月25日（金）                                                | 第3戦 | ヒューストン・アストロズ | 4－1   | ワシントン・ナショナルズ | ナショナルズ・パーク   | ナショナルズ・パークミニッツメイド・パーク |
| 10月26日（土）                                                | 第4戦 | ヒューストン・アストロズ | 8－1   | ワシントン・ナショナルズ | ナショナルズ・パーク   | ナショナルズ・パークミニッツメイド・パーク |
| 10月27日（日）                                                | 第5戦 | ヒューストン・アストロズ | 7－1   | ワシントン・ナショナルズ | ナショナルズ・パーク   | ナショナルズ・パークミニッツメイド・パーク |
| 10月28日（月）                                                |       | 移動日                   | 移動日 | 移動日                   |                        | ナショナルズ・パークミニッツメイド・パーク |
| 10月29日（火）                                                | 第6戦 | ワシントン・ナショナルズ | 7－2   | ヒューストン・アストロズ | ミニッツメイド・パーク | ナショナルズ・パークミニッツメイド・パーク |
| 10月30日（水）                                                | 第7戦 | ワシントン・ナショナルズ | 6－2   | ヒューストン・アストロズ | ミニッツメイド・パーク | ナショナルズ・パークミニッツメイド・パーク |
| 優勝：ワシントン・ナショナルズ（4勝3敗 / 球団創設51年目で初） |       |                          |        |                          |                        | ナショナルズ・パークミニッツメイド・パーク |

### 第1戦 10月22日
- ミニッツメイド・パーク（テキサス州ヒューストン）

|                          | 1 | 2 | 3 | 4 | 5 | 6 | 7 | 8 | 9 | R | H  | E |
| ------------------------ | - | - | - | - | - | - | - | - | - | - | -- | - |
| ワシントン・ナショナルズ | 0 | 1 | 0 | 1 | 3 | 0 | 0 | 0 | 0 | 5 | 9  | 0 |
| ヒューストン・アストロズ | 2 | 0 | 0 | 0 | 0 | 0 | 1 | 1 | 0 | 4 | 10 | 0 |

1. 勝利：マックス・シャーザー（1勝）
2. セーブ：ショーン・ドゥーリトル（1S）
3. 敗戦：ゲリット・コール（1敗）
4. 本塁打
WAS：ライアン・ジマーマン1号ソロ、フアン・ソト1号ソロ
HOU：ジョージ・スプリンガー1号ソロ
5. 審判
［球審］アラン・ポーター
［塁審］一塁: ダグ・エディングス、二塁: ゲイリー・シダーストロム、三塁: ジェームズ・ホイ
［外審］左翼: ランス・バークスデイル、右翼: サム・ホルブルック
6. 試合開始時刻: 中部夏時間（UTC-5）午後7時10分  試合時間: 3時間43分  観客: 4万3339人  気温: 73°F（22.8°C）
詳細: MLB.com Gameday / ESPN.com / Baseball-Reference.com / FanGraphs

| ワシントン・ナショナルズ | ワシントン・ナショナルズ | ワシントン・ナショナルズ | ワシントン・ナショナルズ | ワシントン・ナショナルズ                                                                                         | ヒューストン・アストロズ | ヒューストン・アストロズ | ヒューストン・アストロズ | ヒューストン・アストロズ | ヒューストン・アストロズ |
| ------------------------ | ------------------------ | ------------------------ | ------------------------ | --- | ------------------------ | ------------------------ | ------------------------ | ------------------------ | --- |
| 打順                     | 守備                     | 選手                     | 打席                     | M・シャーザーK・スズキR・ジマーマンA・カブレラA・レンドンT・ターナーJ・ソトV・ロブレスA・イートンH・ケンドリック | 打順                     | 守備                     | 選手                     | 打席                     | G・コールM・マルドナードY・グリエルJ・アルトゥーベA・ブレグマンC・コレアM・ブラントリーG・スプリンガーJ・レディックY・アルバレス |
| 1                        | 遊                       | T・ターナー              | 右                       | M・シャーザーK・スズキR・ジマーマンA・カブレラA・レンドンT・ターナーJ・ソトV・ロブレスA・イートンH・ケンドリック | 1                        | 中                       | G・スプリンガー          | 右                       | G・コールM・マルドナードY・グリエルJ・アルトゥーベA・ブレグマンC・コレアM・ブラントリーG・スプリンガーJ・レディックY・アルバレス |
| 2                        | 右                       | A・イートン              | 左                       | M・シャーザーK・スズキR・ジマーマンA・カブレラA・レンドンT・ターナーJ・ソトV・ロブレスA・イートンH・ケンドリック | 2                        | 二                       | J・アルトゥーベ          | 右                       | G・コールM・マルドナードY・グリエルJ・アルトゥーベA・ブレグマンC・コレアM・ブラントリーG・スプリンガーJ・レディックY・アルバレス |
| 3                        | 三                       | A・レンドン              | 右                       | M・シャーザーK・スズキR・ジマーマンA・カブレラA・レンドンT・ターナーJ・ソトV・ロブレスA・イートンH・ケンドリック | 3                        | 左                       | M・ブラントリー          | 左                       | G・コールM・マルドナードY・グリエルJ・アルトゥーベA・ブレグマンC・コレアM・ブラントリーG・スプリンガーJ・レディックY・アルバレス |
| 4                        | 左                       | J・ソト                  | 左                       | M・シャーザーK・スズキR・ジマーマンA・カブレラA・レンドンT・ターナーJ・ソトV・ロブレスA・イートンH・ケンドリック | 4                        | 三                       | A・ブレグマン            | 右                       | G・コールM・マルドナードY・グリエルJ・アルトゥーベA・ブレグマンC・コレアM・ブラントリーG・スプリンガーJ・レディックY・アルバレス |
| 5                        | DH                       | H・ケンドリック          | 右                       | M・シャーザーK・スズキR・ジマーマンA・カブレラA・レンドンT・ターナーJ・ソトV・ロブレスA・イートンH・ケンドリック | 5                        | 一                       | Y・グリエル              | 右                       | G・コールM・マルドナードY・グリエルJ・アルトゥーベA・ブレグマンC・コレアM・ブラントリーG・スプリンガーJ・レディックY・アルバレス |
| 6                        | 二                       | A・カブレラ              | 両                       | M・シャーザーK・スズキR・ジマーマンA・カブレラA・レンドンT・ターナーJ・ソトV・ロブレスA・イートンH・ケンドリック | 6                        | 遊                       | C・コレア                | 右                       | G・コールM・マルドナードY・グリエルJ・アルトゥーベA・ブレグマンC・コレアM・ブラントリーG・スプリンガーJ・レディックY・アルバレス |
| 7                        | 一                       | R・ジマーマン            | 右                       | M・シャーザーK・スズキR・ジマーマンA・カブレラA・レンドンT・ターナーJ・ソトV・ロブレスA・イートンH・ケンドリック | 7                        | DH                       | Y・アルバレス            | 左                       | G・コールM・マルドナードY・グリエルJ・アルトゥーベA・ブレグマンC・コレアM・ブラントリーG・スプリンガーJ・レディックY・アルバレス |
| 8                        | 捕                       | K・スズキ                | 右                       | M・シャーザーK・スズキR・ジマーマンA・カブレラA・レンドンT・ターナーJ・ソトV・ロブレスA・イートンH・ケンドリック | 8                        | 捕                       | M・マルドナード          | 右                       | G・コールM・マルドナードY・グリエルJ・アルトゥーベA・ブレグマンC・コレアM・ブラントリーG・スプリンガーJ・レディックY・アルバレス |
| 9                        | 中                       | V・ロブレス              | 右                       | M・シャーザーK・スズキR・ジマーマンA・カブレラA・レンドンT・ターナーJ・ソトV・ロブレスA・イートンH・ケンドリック | 9                        | 右                       | J・レディック            | 左                       | G・コールM・マルドナードY・グリエルJ・アルトゥーベA・ブレグマンC・コレアM・ブラントリーG・スプリンガーJ・レディックY・アルバレス |
| 先発投手                 | 先発投手                 | 先発投手                 | 投球                     | M・シャーザーK・スズキR・ジマーマンA・カブレラA・レンドンT・ターナーJ・ソトV・ロブレスA・イートンH・ケンドリック | 先発投手                 | 先発投手                 | 先発投手                 | 投球                     | G・コールM・マルドナードY・グリエルJ・アルトゥーベA・ブレグマンC・コレアM・ブラントリーG・スプリンガーJ・レディックY・アルバレス |
| M・シャーザー            | M・シャーザー            | M・シャーザー            | 右                       | M・シャーザーK・スズキR・ジマーマンA・カブレラA・レンドンT・ターナーJ・ソトV・ロブレスA・イートンH・ケンドリック | G・コール                | G・コール                | G・コール                | 右                       | G・コールM・マルドナードY・グリエルJ・アルトゥーベA・ブレグマンC・コレアM・ブラントリーG・スプリンガーJ・レディックY・アルバレス |

### 第2戦 10月23日
- ミニッツメイド・パーク（テキサス州ヒューストン）

|                          | 1 | 2 | 3 | 4 | 5 | 6 | 7 | 8 | 9 | R  | H  | E |
| ------------------------ | - | - | - | - | - | - | - | - | - | -- | -- | - |
| ワシントン・ナショナルズ | 2 | 0 | 0 | 0 | 0 | 0 | 6 | 3 | 1 | 12 | 14 | 2 |
| ヒューストン・アストロズ | 2 | 0 | 0 | 0 | 0 | 0 | 0 | 0 | 1 | 3  | 9  | 1 |

1. 勝利：スティーブン・ストラスバーグ（1勝）
2. 敗戦：ジャスティン・バーランダー（1敗）
3. 本塁打
WAS：カート・スズキ1号ソロ、アダム・イートン1号2ラン、マイケル・テイラー1号ソロ
HOU：アレックス・ブレグマン1号2ラン、マーティン・マルドナード1号ソロ
4. 審判
［球審］ダグ・エディングス
［塁審］一塁: ゲイリー・シダーストロム、二塁: ジェームズ・ホイ、三塁: ランス・バークスデイル
［外審］左翼: サム・ホルブルック、右翼: アラン・ポーター
5. 試合開始時刻: 中部夏時間（UTC-5）午後7時8分  試合時間: 4時間1分  観客: 4万3357人  気温: 73°F（22.8°C）
詳細: MLB.com Gameday / ESPN.com / Baseball-Reference.com / FanGraphs

| ワシントン・ナショナルズ | ワシントン・ナショナルズ | ワシントン・ナショナルズ | ワシントン・ナショナルズ | ワシントン・ナショナルズ                                                                                             | ヒューストン・アストロズ | ヒューストン・アストロズ | ヒューストン・アストロズ | ヒューストン・アストロズ | ヒューストン・アストロズ |
| ------------------------ | ------------------------ | ------------------------ | ------------------------ | --- | ------------------------ | ------------------------ | ------------------------ | ------------------------ | --- |
| 打順                     | 守備                     | 選手                     | 打席                     | S・ストラスバーグK・スズキR・ジマーマンA・カブレラA・レンドンT・ターナーJ・ソトV・ロブレスA・イートンH・ケンドリック | 打順                     | 守備                     | 選手                     | 打席                     | J・バーランダーR・チリノスY・グリエルJ・アルトゥーベA・ブレグマンC・コレアM・ブラントリーG・スプリンガーJ・レディックY・アルバレス |
| 1                        | 遊                       | T・ターナー              | 右                       | S・ストラスバーグK・スズキR・ジマーマンA・カブレラA・レンドンT・ターナーJ・ソトV・ロブレスA・イートンH・ケンドリック | 1                        | 中                       | G・スプリンガー          | 右                       | J・バーランダーR・チリノスY・グリエルJ・アルトゥーベA・ブレグマンC・コレアM・ブラントリーG・スプリンガーJ・レディックY・アルバレス |
| 2                        | 右                       | A・イートン              | 左                       | S・ストラスバーグK・スズキR・ジマーマンA・カブレラA・レンドンT・ターナーJ・ソトV・ロブレスA・イートンH・ケンドリック | 2                        | 二                       | J・アルトゥーベ          | 右                       | J・バーランダーR・チリノスY・グリエルJ・アルトゥーベA・ブレグマンC・コレアM・ブラントリーG・スプリンガーJ・レディックY・アルバレス |
| 3                        | 三                       | A・レンドン              | 右                       | S・ストラスバーグK・スズキR・ジマーマンA・カブレラA・レンドンT・ターナーJ・ソトV・ロブレスA・イートンH・ケンドリック | 3                        | 左                       | M・ブラントリー          | 左                       | J・バーランダーR・チリノスY・グリエルJ・アルトゥーベA・ブレグマンC・コレアM・ブラントリーG・スプリンガーJ・レディックY・アルバレス |
| 4                        | 左                       | J・ソト                  | 左                       | S・ストラスバーグK・スズキR・ジマーマンA・カブレラA・レンドンT・ターナーJ・ソトV・ロブレスA・イートンH・ケンドリック | 4                        | 三                       | A・ブレグマン            | 右                       | J・バーランダーR・チリノスY・グリエルJ・アルトゥーベA・ブレグマンC・コレアM・ブラントリーG・スプリンガーJ・レディックY・アルバレス |
| 5                        | DH                       | H・ケンドリック          | 右                       | S・ストラスバーグK・スズキR・ジマーマンA・カブレラA・レンドンT・ターナーJ・ソトV・ロブレスA・イートンH・ケンドリック | 5                        | 一                       | Y・グリエル              | 右                       | J・バーランダーR・チリノスY・グリエルJ・アルトゥーベA・ブレグマンC・コレアM・ブラントリーG・スプリンガーJ・レディックY・アルバレス |
| 6                        | 二                       | A・カブレラ              | 両                       | S・ストラスバーグK・スズキR・ジマーマンA・カブレラA・レンドンT・ターナーJ・ソトV・ロブレスA・イートンH・ケンドリック | 6                        | DH                       | Y・アルバレス            | 左                       | J・バーランダーR・チリノスY・グリエルJ・アルトゥーベA・ブレグマンC・コレアM・ブラントリーG・スプリンガーJ・レディックY・アルバレス |
| 7                        | 一                       | R・ジマーマン            | 右                       | S・ストラスバーグK・スズキR・ジマーマンA・カブレラA・レンドンT・ターナーJ・ソトV・ロブレスA・イートンH・ケンドリック | 7                        | 遊                       | C・コレア                | 右                       | J・バーランダーR・チリノスY・グリエルJ・アルトゥーベA・ブレグマンC・コレアM・ブラントリーG・スプリンガーJ・レディックY・アルバレス |
| 8                        | 捕                       | K・スズキ                | 右                       | S・ストラスバーグK・スズキR・ジマーマンA・カブレラA・レンドンT・ターナーJ・ソトV・ロブレスA・イートンH・ケンドリック | 8                        | 捕                       | R・チリノス              | 右                       | J・バーランダーR・チリノスY・グリエルJ・アルトゥーベA・ブレグマンC・コレアM・ブラントリーG・スプリンガーJ・レディックY・アルバレス |
| 9                        | 中                       | V・ロブレス              | 右                       | S・ストラスバーグK・スズキR・ジマーマンA・カブレラA・レンドンT・ターナーJ・ソトV・ロブレスA・イートンH・ケンドリック | 9                        | 右                       | J・レディック            | 左                       | J・バーランダーR・チリノスY・グリエルJ・アルトゥーベA・ブレグマンC・コレアM・ブラントリーG・スプリンガーJ・レディックY・アルバレス |
| 先発投手                 | 先発投手                 | 先発投手                 | 投球                     | S・ストラスバーグK・スズキR・ジマーマンA・カブレラA・レンドンT・ターナーJ・ソトV・ロブレスA・イートンH・ケンドリック | 先発投手                 | 先発投手                 | 先発投手                 | 投球                     | J・バーランダーR・チリノスY・グリエルJ・アルトゥーベA・ブレグマンC・コレアM・ブラントリーG・スプリンガーJ・レディックY・アルバレス |
| S・ストラスバーグ        | S・ストラスバーグ        | S・ストラスバーグ        | 右                       | S・ストラスバーグK・スズキR・ジマーマンA・カブレラA・レンドンT・ターナーJ・ソトV・ロブレスA・イートンH・ケンドリック | J・バーランダー          | J・バーランダー          | J・バーランダー          | 右                       | J・バーランダーR・チリノスY・グリエルJ・アルトゥーベA・ブレグマンC・コレアM・ブラントリーG・スプリンガーJ・レディックY・アルバレス |

### 第3戦 10月25日
- ナショナルズ・パーク（ワシントンD.C.）

|                          | 1 | 2 | 3 | 4 | 5 | 6 | 7 | 8 | 9 | R | H  | E |
| ------------------------ | - | - | - | - | - | - | - | - | - | - | -- | - |
| ヒューストン・アストロズ | 0 | 1 | 1 | 0 | 1 | 1 | 0 | 0 | 0 | 4 | 11 | 0 |
| ワシントン・ナショナルズ | 0 | 0 | 0 | 1 | 0 | 0 | 0 | 0 | 0 | 1 | 9  | 2 |

1. 勝利：ジョシュ・ジェームズ（1勝）
2. セーブ：ロベルト・オスナ（1S）
3. 敗戦：アニバル・サンチェス（1敗）
4. 本塁打
HOU：ロビンソン・チリノス1号ソロ
5. 審判
［球審］ゲイリー・シダーストロム
［塁審］一塁: ジェームズ・ホイ、二塁: ランス・バークスデイル、三塁: サム・ホルブルック
［外審］左翼: ジム・ウルフ、右翼: ダグ・エディングス
6. 試合開始時刻: 東部夏時間（UTC-4）午後8時7分  試合時間: 4時間3分  観客: 4万3867人  気温: 64°F（17.8°C）
詳細: MLB.com Gameday / ESPN.com / Baseball-Reference.com / FanGraphs

| ヒューストン・アストロズ | ヒューストン・アストロズ | ヒューストン・アストロズ | ヒューストン・アストロズ | ヒューストン・アストロズ | ワシントン・ナショナルズ | ワシントン・ナショナルズ | ワシントン・ナショナルズ | ワシントン・ナショナルズ | ワシントン・ナショナルズ                                                                                  |
| ------------------------ | ------------------------ | ------------------------ | ------------------------ | --- | ------------------------ | ------------------------ | ------------------------ | ------------------------ | --- |
| 打順                     | 守備                     | 選手                     | 打席                     | Z・グレインキーR・チリノスY・グリエルJ・アルトゥーベA・ブレグマンC・コレアM・ブラントリーG・スプリンガーJ・レディック（なし） | 打順                     | 守備                     | 選手                     | 打席                     | A・サンチェスK・スズキR・ジマーマンA・カブレラA・レンドンT・ターナーJ・ソトV・ロブレスA・イートン（なし） |
| 1                        | 中                       | G・スプリンガー          | 右                       | Z・グレインキーR・チリノスY・グリエルJ・アルトゥーベA・ブレグマンC・コレアM・ブラントリーG・スプリンガーJ・レディック（なし） | 1                        | 遊                       | T・ターナー              | 右                       | A・サンチェスK・スズキR・ジマーマンA・カブレラA・レンドンT・ターナーJ・ソトV・ロブレスA・イートン（なし） |
| 2                        | 二                       | J・アルトゥーベ          | 右                       | Z・グレインキーR・チリノスY・グリエルJ・アルトゥーベA・ブレグマンC・コレアM・ブラントリーG・スプリンガーJ・レディック（なし） | 2                        | 右                       | A・イートン              | 左                       | A・サンチェスK・スズキR・ジマーマンA・カブレラA・レンドンT・ターナーJ・ソトV・ロブレスA・イートン（なし） |
| 3                        | 左                       | M・ブラントリー          | 左                       | Z・グレインキーR・チリノスY・グリエルJ・アルトゥーベA・ブレグマンC・コレアM・ブラントリーG・スプリンガーJ・レディック（なし） | 3                        | 三                       | A・レンドン              | 右                       | A・サンチェスK・スズキR・ジマーマンA・カブレラA・レンドンT・ターナーJ・ソトV・ロブレスA・イートン（なし） |
| 4                        | 三                       | A・ブレグマン            | 右                       | Z・グレインキーR・チリノスY・グリエルJ・アルトゥーベA・ブレグマンC・コレアM・ブラントリーG・スプリンガーJ・レディック（なし） | 4                        | 左                       | J・ソト                  | 左                       | A・サンチェスK・スズキR・ジマーマンA・カブレラA・レンドンT・ターナーJ・ソトV・ロブレスA・イートン（なし） |
| 5                        | 一                       | Y・グリエル              | 右                       | Z・グレインキーR・チリノスY・グリエルJ・アルトゥーベA・ブレグマンC・コレアM・ブラントリーG・スプリンガーJ・レディック（なし） | 5                        | 二                       | A・カブレラ              | 両                       | A・サンチェスK・スズキR・ジマーマンA・カブレラA・レンドンT・ターナーJ・ソトV・ロブレスA・イートン（なし） |
| 6                        | 遊                       | C・コレア                | 右                       | Z・グレインキーR・チリノスY・グリエルJ・アルトゥーベA・ブレグマンC・コレアM・ブラントリーG・スプリンガーJ・レディック（なし） | 6                        | 一                       | R・ジマーマン            | 右                       | A・サンチェスK・スズキR・ジマーマンA・カブレラA・レンドンT・ターナーJ・ソトV・ロブレスA・イートン（なし） |
| 7                        | 右                       | J・レディック            | 左                       | Z・グレインキーR・チリノスY・グリエルJ・アルトゥーベA・ブレグマンC・コレアM・ブラントリーG・スプリンガーJ・レディック（なし） | 7                        | 捕                       | K・スズキ                | 右                       | A・サンチェスK・スズキR・ジマーマンA・カブレラA・レンドンT・ターナーJ・ソトV・ロブレスA・イートン（なし） |
| 8                        | 捕                       | R・チリノス              | 右                       | Z・グレインキーR・チリノスY・グリエルJ・アルトゥーベA・ブレグマンC・コレアM・ブラントリーG・スプリンガーJ・レディック（なし） | 8                        | 中                       | V・ロブレス              | 右                       | A・サンチェスK・スズキR・ジマーマンA・カブレラA・レンドンT・ターナーJ・ソトV・ロブレスA・イートン（なし） |
| 9                        | 投                       | Z・グレインキー          | 右                       | Z・グレインキーR・チリノスY・グリエルJ・アルトゥーベA・ブレグマンC・コレアM・ブラントリーG・スプリンガーJ・レディック（なし） | 9                        | 投                       | A・サンチェス            | 右                       | A・サンチェスK・スズキR・ジマーマンA・カブレラA・レンドンT・ターナーJ・ソトV・ロブレスA・イートン（なし） |
| 先発投手                 | 先発投手                 | 先発投手                 | 投球                     | Z・グレインキーR・チリノスY・グリエルJ・アルトゥーベA・ブレグマンC・コレアM・ブラントリーG・スプリンガーJ・レディック（なし） | 先発投手                 | 先発投手                 | 先発投手                 | 投球                     | A・サンチェスK・スズキR・ジマーマンA・カブレラA・レンドンT・ターナーJ・ソトV・ロブレスA・イートン（なし） |
| Z・グレインキー          | Z・グレインキー          | Z・グレインキー          | 右                       | Z・グレインキーR・チリノスY・グリエルJ・アルトゥーベA・ブレグマンC・コレアM・ブラントリーG・スプリンガーJ・レディック（なし） | A・サンチェス            | A・サンチェス            | A・サンチェス            | 右                       | A・サンチェスK・スズキR・ジマーマンA・カブレラA・レンドンT・ターナーJ・ソトV・ロブレスA・イートン（なし） |

### 第4戦 10月26日
- ナショナルズ・パーク（ワシントンD.C.）

|                          | 1 | 2 | 3 | 4 | 5 | 6 | 7 | 8 | 9 | R | H  | E |
| ------------------------ | - | - | - | - | - | - | - | - | - | - | -- | - |
| ヒューストン・アストロズ | 2 | 0 | 0 | 2 | 0 | 0 | 4 | 0 | 0 | 8 | 13 | 1 |
| ワシントン・ナショナルズ | 0 | 0 | 0 | 0 | 0 | 1 | 0 | 0 | 0 | 1 | 4  | 0 |

1. 勝利：ホセ・ウルキディ（1勝）
2. 敗戦：パトリック・コービン（1敗）
3. 本塁打
HOU：ロビンソン・チリノス2号2ラン、アレックス・ブレグマン2号満塁
4. 審判
［球審］ジェームズ・ホイ
［塁審］一塁: ランス・バークスデイル、二塁: サム・ホルブルック、三塁: ジム・ウルフ
［外審］左翼: ダグ・エディングス、右翼: ゲイリー・シダーストロム
5. 試合開始時刻: 東部夏時間（UTC-4）午後8時8分  試合時間: 3時間48分  観客: 4万3889人  気温: 63°F（17.2°C）
詳細: MLB.com Gameday / ESPN.com / Baseball-Reference.com / FanGraphs

| ヒューストン・アストロズ | ヒューストン・アストロズ | ヒューストン・アストロズ | ヒューストン・アストロズ | ヒューストン・アストロズ | ワシントン・ナショナルズ | ワシントン・ナショナルズ | ワシントン・ナショナルズ | ワシントン・ナショナルズ | ワシントン・ナショナルズ                                                                                      |
| ------------------------ | ------------------------ | ------------------------ | ------------------------ | --- | ------------------------ | ------------------------ | ------------------------ | ------------------------ | --- |
| 打順                     | 守備                     | 選手                     | 打席                     | J・ウルキディR・チリノスY・グリエルJ・アルトゥーベA・ブレグマンC・コレアM・ブラントリーJ・マリスニックG・スプリンガー（なし） | 打順                     | 守備                     | 選手                     | 打席                     | P・コービンY・ゴームズR・ジマーマンH・ケンドリックA・レンドンT・ターナーJ・ソトV・ロブレスA・イートン（なし） |
| 1                        | 右                       | G・スプリンガー          | 右                       | J・ウルキディR・チリノスY・グリエルJ・アルトゥーベA・ブレグマンC・コレアM・ブラントリーJ・マリスニックG・スプリンガー（なし） | 1                        | 遊                       | T・ターナー              | 右                       | P・コービンY・ゴームズR・ジマーマンH・ケンドリックA・レンドンT・ターナーJ・ソトV・ロブレスA・イートン（なし） |
| 2                        | 二                       | J・アルトゥーベ          | 右                       | J・ウルキディR・チリノスY・グリエルJ・アルトゥーベA・ブレグマンC・コレアM・ブラントリーJ・マリスニックG・スプリンガー（なし） | 2                        | 右                       | A・イートン              | 左                       | P・コービンY・ゴームズR・ジマーマンH・ケンドリックA・レンドンT・ターナーJ・ソトV・ロブレスA・イートン（なし） |
| 3                        | 左                       | M・ブラントリー          | 左                       | J・ウルキディR・チリノスY・グリエルJ・アルトゥーベA・ブレグマンC・コレアM・ブラントリーJ・マリスニックG・スプリンガー（なし） | 3                        | 三                       | A・レンドン              | 右                       | P・コービンY・ゴームズR・ジマーマンH・ケンドリックA・レンドンT・ターナーJ・ソトV・ロブレスA・イートン（なし） |
| 4                        | 三                       | A・ブレグマン            | 右                       | J・ウルキディR・チリノスY・グリエルJ・アルトゥーベA・ブレグマンC・コレアM・ブラントリーJ・マリスニックG・スプリンガー（なし） | 4                        | 左                       | J・ソト                  | 左                       | P・コービンY・ゴームズR・ジマーマンH・ケンドリックA・レンドンT・ターナーJ・ソトV・ロブレスA・イートン（なし） |
| 5                        | 一                       | Y・グリエル              | 右                       | J・ウルキディR・チリノスY・グリエルJ・アルトゥーベA・ブレグマンC・コレアM・ブラントリーJ・マリスニックG・スプリンガー（なし） | 5                        | 二                       | H・ケンドリック          | 右                       | P・コービンY・ゴームズR・ジマーマンH・ケンドリックA・レンドンT・ターナーJ・ソトV・ロブレスA・イートン（なし） |
| 6                        | 遊                       | C・コレア                | 右                       | J・ウルキディR・チリノスY・グリエルJ・アルトゥーベA・ブレグマンC・コレアM・ブラントリーJ・マリスニックG・スプリンガー（なし） | 6                        | 一                       | R・ジマーマン            | 右                       | P・コービンY・ゴームズR・ジマーマンH・ケンドリックA・レンドンT・ターナーJ・ソトV・ロブレスA・イートン（なし） |
| 7                        | 捕                       | R・チリノス              | 右                       | J・ウルキディR・チリノスY・グリエルJ・アルトゥーベA・ブレグマンC・コレアM・ブラントリーJ・マリスニックG・スプリンガー（なし） | 7                        | 中                       | V・ロブレス              | 右                       | P・コービンY・ゴームズR・ジマーマンH・ケンドリックA・レンドンT・ターナーJ・ソトV・ロブレスA・イートン（なし） |
| 8                        | 中                       | J・マリスニック          | 右                       | J・ウルキディR・チリノスY・グリエルJ・アルトゥーベA・ブレグマンC・コレアM・ブラントリーJ・マリスニックG・スプリンガー（なし） | 8                        | 捕                       | Y・ゴームズ              | 右                       | P・コービンY・ゴームズR・ジマーマンH・ケンドリックA・レンドンT・ターナーJ・ソトV・ロブレスA・イートン（なし） |
| 9                        | 投                       | J・ウルキディ            | 右                       | J・ウルキディR・チリノスY・グリエルJ・アルトゥーベA・ブレグマンC・コレアM・ブラントリーJ・マリスニックG・スプリンガー（なし） | 9                        | 投                       | P・コービン              | 左                       | P・コービンY・ゴームズR・ジマーマンH・ケンドリックA・レンドンT・ターナーJ・ソトV・ロブレスA・イートン（なし） |
| 先発投手                 | 先発投手                 | 先発投手                 | 投球                     | J・ウルキディR・チリノスY・グリエルJ・アルトゥーベA・ブレグマンC・コレアM・ブラントリーJ・マリスニックG・スプリンガー（なし） | 先発投手                 | 先発投手                 | 先発投手                 | 投球                     | P・コービンY・ゴームズR・ジマーマンH・ケンドリックA・レンドンT・ターナーJ・ソトV・ロブレスA・イートン（なし） |
| J・ウルキディ            | J・ウルキディ            | J・ウルキディ            | 右                       | J・ウルキディR・チリノスY・グリエルJ・アルトゥーベA・ブレグマンC・コレアM・ブラントリーJ・マリスニックG・スプリンガー（なし） | P・コービン              | P・コービン              | P・コービン              | 左                       | P・コービンY・ゴームズR・ジマーマンH・ケンドリックA・レンドンT・ターナーJ・ソトV・ロブレスA・イートン（なし） |

### 第5戦 10月27日
- ナショナルズ・パーク（ワシントンD.C.）

|                          | 1 | 2 | 3 | 4 | 5 | 6 | 7 | 8 | 9 | R | H  | E |
| ------------------------ | - | - | - | - | - | - | - | - | - | - | -- | - |
| ヒューストン・アストロズ | 0 | 2 | 0 | 2 | 0 | 0 | 0 | 1 | 2 | 7 | 10 | 0 |
| ワシントン・ナショナルズ | 0 | 0 | 0 | 0 | 0 | 0 | 1 | 0 | 0 | 1 | 4  | 0 |

1. 勝利：ゲリット・コール（1勝1敗）
2. 敗戦：ジョー・ロス（1敗）
3. 本塁打
HOU：ヨルダン・アルバレス1号2ラン、カルロス・コレア1号2ラン、ジョージ・スプリンガー2号2ラン
WAS：フアン・ソト2号ソロ
4. 審判
［球審］ランス・バークスデイル
［塁審］一塁: サム・ホルブルック、二塁: ジム・ウルフ、三塁: ダグ・エディングス
［外審］左翼: ゲイリー・シダーストロム、右翼: ジェームズ・ホイ
5. 試合開始時刻: 東部夏時間（UTC-4）午後8時8分  試合時間: 3時間19分  観客: 4万3910人  気温: 72°F（22.2°C）
詳細: MLB.com Gameday / ESPN.com / Baseball-Reference.com / FanGraphs

| ヒューストン・アストロズ | ヒューストン・アストロズ | ヒューストン・アストロズ | ヒューストン・アストロズ | ヒューストン・アストロズ | ワシントン・ナショナルズ | ワシントン・ナショナルズ | ワシントン・ナショナルズ | ワシントン・ナショナルズ | ワシントン・ナショナルズ                                                                                  |
| ------------------------ | ------------------------ | ------------------------ | ------------------------ | --- | ------------------------ | ------------------------ | ------------------------ | ------------------------ | --- |
| 打順                     | 守備                     | 選手                     | 打席                     | G・コールM・マルドナードY・グリエルJ・アルトゥーベA・ブレグマンC・コレアY・アルバレスG・スプリンガーM・ブラントリー（なし） | 打順                     | 守備                     | 選手                     | 打席                     | J・ロスY・ゴームズR・ジマーマンH・ケンドリックA・レンドンT・ターナーJ・ソトV・ロブレスA・イートン（なし） |
| 1                        | 中                       | G・スプリンガー          | 右                       | G・コールM・マルドナードY・グリエルJ・アルトゥーベA・ブレグマンC・コレアY・アルバレスG・スプリンガーM・ブラントリー（なし） | 1                        | 遊                       | T・ターナー              | 右                       | J・ロスY・ゴームズR・ジマーマンH・ケンドリックA・レンドンT・ターナーJ・ソトV・ロブレスA・イートン（なし） |
| 2                        | 二                       | J・アルトゥーベ          | 右                       | G・コールM・マルドナードY・グリエルJ・アルトゥーベA・ブレグマンC・コレアY・アルバレスG・スプリンガーM・ブラントリー（なし） | 2                        | 右                       | A・イートン              | 左                       | J・ロスY・ゴームズR・ジマーマンH・ケンドリックA・レンドンT・ターナーJ・ソトV・ロブレスA・イートン（なし） |
| 3                        | 右                       | M・ブラントリー          | 左                       | G・コールM・マルドナードY・グリエルJ・アルトゥーベA・ブレグマンC・コレアY・アルバレスG・スプリンガーM・ブラントリー（なし） | 3                        | 三                       | A・レンドン              | 右                       | J・ロスY・ゴームズR・ジマーマンH・ケンドリックA・レンドンT・ターナーJ・ソトV・ロブレスA・イートン（なし） |
| 4                        | 三                       | A・ブレグマン            | 右                       | G・コールM・マルドナードY・グリエルJ・アルトゥーベA・ブレグマンC・コレアY・アルバレスG・スプリンガーM・ブラントリー（なし） | 4                        | 左                       | J・ソト                  | 左                       | J・ロスY・ゴームズR・ジマーマンH・ケンドリックA・レンドンT・ターナーJ・ソトV・ロブレスA・イートン（なし） |
| 5                        | 一                       | Y・グリエル              | 右                       | G・コールM・マルドナードY・グリエルJ・アルトゥーベA・ブレグマンC・コレアY・アルバレスG・スプリンガーM・ブラントリー（なし） | 5                        | 二                       | H・ケンドリック          | 右                       | J・ロスY・ゴームズR・ジマーマンH・ケンドリックA・レンドンT・ターナーJ・ソトV・ロブレスA・イートン（なし） |
| 6                        | 左                       | Y・アルバレス            | 左                       | G・コールM・マルドナードY・グリエルJ・アルトゥーベA・ブレグマンC・コレアY・アルバレスG・スプリンガーM・ブラントリー（なし） | 6                        | 一                       | R・ジマーマン            | 右                       | J・ロスY・ゴームズR・ジマーマンH・ケンドリックA・レンドンT・ターナーJ・ソトV・ロブレスA・イートン（なし） |
| 7                        | 遊                       | C・コレア                | 右                       | G・コールM・マルドナードY・グリエルJ・アルトゥーベA・ブレグマンC・コレアY・アルバレスG・スプリンガーM・ブラントリー（なし） | 7                        | 中                       | V・ロブレス              | 右                       | J・ロスY・ゴームズR・ジマーマンH・ケンドリックA・レンドンT・ターナーJ・ソトV・ロブレスA・イートン（なし） |
| 8                        | 捕                       | M・マルドナード          | 右                       | G・コールM・マルドナードY・グリエルJ・アルトゥーベA・ブレグマンC・コレアY・アルバレスG・スプリンガーM・ブラントリー（なし） | 8                        | 捕                       | Y・ゴームズ              | 右                       | J・ロスY・ゴームズR・ジマーマンH・ケンドリックA・レンドンT・ターナーJ・ソトV・ロブレスA・イートン（なし） |
| 9                        | 投                       | G・コール                | 右                       | G・コールM・マルドナードY・グリエルJ・アルトゥーベA・ブレグマンC・コレアY・アルバレスG・スプリンガーM・ブラントリー（なし） | 9                        | 投                       | J・ロス                  | 右                       | J・ロスY・ゴームズR・ジマーマンH・ケンドリックA・レンドンT・ターナーJ・ソトV・ロブレスA・イートン（なし） |
| 先発投手                 | 先発投手                 | 先発投手                 | 投球                     | G・コールM・マルドナードY・グリエルJ・アルトゥーベA・ブレグマンC・コレアY・アルバレスG・スプリンガーM・ブラントリー（なし） | 先発投手                 | 先発投手                 | 先発投手                 | 投球                     | J・ロスY・ゴームズR・ジマーマンH・ケンドリックA・レンドンT・ターナーJ・ソトV・ロブレスA・イートン（なし） |
| G・コール                | G・コール                | G・コール                | 右                       | G・コールM・マルドナードY・グリエルJ・アルトゥーベA・ブレグマンC・コレアY・アルバレスG・スプリンガーM・ブラントリー（なし） | J・ロス                  | J・ロス                  | J・ロス                  | 右                       | J・ロスY・ゴームズR・ジマーマンH・ケンドリックA・レンドンT・ターナーJ・ソトV・ロブレスA・イートン（なし） |

### 第6戦 10月29日
- ミニッツメイド・パーク（テキサス州ヒューストン）

|                          | 1 | 2 | 3 | 4 | 5 | 6 | 7 | 8 | 9 | R | H | E |
| ------------------------ | - | - | - | - | - | - | - | - | - | - | - | - |
| ワシントン・ナショナルズ | 1 | 0 | 0 | 0 | 2 | 0 | 2 | 0 | 2 | 7 | 9 | 0 |
| ヒューストン・アストロズ | 2 | 0 | 0 | 0 | 0 | 0 | 0 | 0 | 0 | 2 | 6 | 0 |

1. 勝利：スティーブン・ストラスバーグ（2勝）
2. 敗戦：ジャスティン・バーランダー（2敗）
3. 本塁打
WAS：アダム・イートン2号ソロ、フアン・ソト3号ソロ、アンソニー・レンドン1号2ラン
HOU：アレックス・ブレグマン1号ソロ
4. 審判
［球審］サム・ホルブルック
［塁審］一塁: ジム・ウルフ、二塁: ダグ・エディングス、三塁: ゲイリー・シダーストロム
［外審］左翼: ジェームズ・ホイ、右翼: ランス・バークスデイル
5. 試合開始時刻: 中部夏時間（UTC-5）午後7時8分  試合時間: 3時間37分  観客: 4万3384人  気温: 73°F（22.8°C）
詳細: MLB.com Gameday / ESPN.com / Baseball-Reference.com / FanGraphs

| ワシントン・ナショナルズ | ワシントン・ナショナルズ | ワシントン・ナショナルズ | ワシントン・ナショナルズ | ワシントン・ナショナルズ                                                                                               | ヒューストン・アストロズ | ヒューストン・アストロズ | ヒューストン・アストロズ | ヒューストン・アストロズ | ヒューストン・アストロズ |
| ------------------------ | ------------------------ | ------------------------ | ------------------------ | --- | ------------------------ | ------------------------ | ------------------------ | ------------------------ | --- |
| 打順                     | 守備                     | 選手                     | 打席                     | S・ストラスバーグY・ゴームズR・ジマーマンA・カブレラA・レンドンT・ターナーJ・ソトV・ロブレスA・イートンH・ケンドリック | 打順                     | 守備                     | 選手                     | 打席                     | J・バーランダーR・チリノスY・グリエルJ・アルトゥーベA・ブレグマンC・コレアM・ブラントリーG・スプリンガーJ・レディックY・アルバレス |
| 1                        | 遊                       | T・ターナー              | 右                       | S・ストラスバーグY・ゴームズR・ジマーマンA・カブレラA・レンドンT・ターナーJ・ソトV・ロブレスA・イートンH・ケンドリック | 1                        | 中                       | G・スプリンガー          | 右                       | J・バーランダーR・チリノスY・グリエルJ・アルトゥーベA・ブレグマンC・コレアM・ブラントリーG・スプリンガーJ・レディックY・アルバレス |
| 2                        | 右                       | A・イートン              | 左                       | S・ストラスバーグY・ゴームズR・ジマーマンA・カブレラA・レンドンT・ターナーJ・ソトV・ロブレスA・イートンH・ケンドリック | 2                        | 二                       | J・アルトゥーベ          | 右                       | J・バーランダーR・チリノスY・グリエルJ・アルトゥーベA・ブレグマンC・コレアM・ブラントリーG・スプリンガーJ・レディックY・アルバレス |
| 3                        | 三                       | A・レンドン              | 右                       | S・ストラスバーグY・ゴームズR・ジマーマンA・カブレラA・レンドンT・ターナーJ・ソトV・ロブレスA・イートンH・ケンドリック | 3                        | 左                       | M・ブラントリー          | 左                       | J・バーランダーR・チリノスY・グリエルJ・アルトゥーベA・ブレグマンC・コレアM・ブラントリーG・スプリンガーJ・レディックY・アルバレス |
| 4                        | 左                       | J・ソト                  | 左                       | S・ストラスバーグY・ゴームズR・ジマーマンA・カブレラA・レンドンT・ターナーJ・ソトV・ロブレスA・イートンH・ケンドリック | 4                        | 三                       | A・ブレグマン            | 右                       | J・バーランダーR・チリノスY・グリエルJ・アルトゥーベA・ブレグマンC・コレアM・ブラントリーG・スプリンガーJ・レディックY・アルバレス |
| 5                        | DH                       | H・ケンドリック          | 右                       | S・ストラスバーグY・ゴームズR・ジマーマンA・カブレラA・レンドンT・ターナーJ・ソトV・ロブレスA・イートンH・ケンドリック | 5                        | 一                       | Y・グリエル              | 右                       | J・バーランダーR・チリノスY・グリエルJ・アルトゥーベA・ブレグマンC・コレアM・ブラントリーG・スプリンガーJ・レディックY・アルバレス |
| 6                        | 二                       | A・カブレラ              | 両                       | S・ストラスバーグY・ゴームズR・ジマーマンA・カブレラA・レンドンT・ターナーJ・ソトV・ロブレスA・イートンH・ケンドリック | 6                        | DH                       | Y・アルバレス            | 左                       | J・バーランダーR・チリノスY・グリエルJ・アルトゥーベA・ブレグマンC・コレアM・ブラントリーG・スプリンガーJ・レディックY・アルバレス |
| 7                        | 一                       | R・ジマーマン            | 右                       | S・ストラスバーグY・ゴームズR・ジマーマンA・カブレラA・レンドンT・ターナーJ・ソトV・ロブレスA・イートンH・ケンドリック | 7                        | 遊                       | C・コレア                | 右                       | J・バーランダーR・チリノスY・グリエルJ・アルトゥーベA・ブレグマンC・コレアM・ブラントリーG・スプリンガーJ・レディックY・アルバレス |
| 8                        | 中                       | V・ロブレス              | 右                       | S・ストラスバーグY・ゴームズR・ジマーマンA・カブレラA・レンドンT・ターナーJ・ソトV・ロブレスA・イートンH・ケンドリック | 8                        | 捕                       | R・チリノス              | 右                       | J・バーランダーR・チリノスY・グリエルJ・アルトゥーベA・ブレグマンC・コレアM・ブラントリーG・スプリンガーJ・レディックY・アルバレス |
| 9                        | 捕                       | Y・ゴームズ              | 右                       | S・ストラスバーグY・ゴームズR・ジマーマンA・カブレラA・レンドンT・ターナーJ・ソトV・ロブレスA・イートンH・ケンドリック | 9                        | 右                       | J・レディック            | 左                       | J・バーランダーR・チリノスY・グリエルJ・アルトゥーベA・ブレグマンC・コレアM・ブラントリーG・スプリンガーJ・レディックY・アルバレス |
| 先発投手                 | 先発投手                 | 先発投手                 | 投球                     | S・ストラスバーグY・ゴームズR・ジマーマンA・カブレラA・レンドンT・ターナーJ・ソトV・ロブレスA・イートンH・ケンドリック | 先発投手                 | 先発投手                 | 先発投手                 | 投球                     | J・バーランダーR・チリノスY・グリエルJ・アルトゥーベA・ブレグマンC・コレアM・ブラントリーG・スプリンガーJ・レディックY・アルバレス |
| S・ストラスバーグ        | S・ストラスバーグ        | S・ストラスバーグ        | 右                       | S・ストラスバーグY・ゴームズR・ジマーマンA・カブレラA・レンドンT・ターナーJ・ソトV・ロブレスA・イートンH・ケンドリック | J・バーランダー          | J・バーランダー          | J・バーランダー          | 右                       | J・バーランダーR・チリノスY・グリエルJ・アルトゥーベA・ブレグマンC・コレアM・ブラントリーG・スプリンガーJ・レディックY・アルバレス |

### 第7戦 10月30日
- ミニッツメイド・パーク（テキサス州ヒューストン）

|                          | 1 | 2 | 3 | 4 | 5 | 6 | 7 | 8 | 9 | R | H | E |
| ------------------------ | - | - | - | - | - | - | - | - | - | - | - | - |
| ワシントン・ナショナルズ | 0 | 0 | 0 | 0 | 0 | 0 | 3 | 1 | 2 | 6 | 9 | 0 |
| ヒューストン・アストロズ | 0 | 1 | 0 | 0 | 1 | 0 | 0 | 0 | 0 | 2 | 9 | 1 |

1. 勝利：パトリック・コービン（1勝1敗）
2. 敗戦：ウィル・ハリス（1敗）
3. 本塁打
WAS：アンソニー・レンドン2号ソロ、ハウィー・ケンドリック1号2ラン
HOU：ユリ・グリエル1号ソロ
4. 審判
［球審］ジム・ウルフ
［塁審］一塁: ダグ・エディングス、二塁: ゲイリー・シダーストロム、三塁: ジェームズ・ホイ
［外審］左翼: ランス・バークスデイル、右翼: サム・ホルブルック
5. 試合開始時刻: 中部夏時間（UTC-5）午後7時8分  試合時間: 3時間42分  観客: 4万3326人  気温: 65°F（18.3°C）
詳細: MLB.com Gameday / ESPN.com / Baseball-Reference.com / FanGraphs

| ワシントン・ナショナルズ | ワシントン・ナショナルズ | ワシントン・ナショナルズ | ワシントン・ナショナルズ | ワシントン・ナショナルズ                                                                                           | ヒューストン・アストロズ | ヒューストン・アストロズ | ヒューストン・アストロズ | ヒューストン・アストロズ | ヒューストン・アストロズ |
| ------------------------ | ------------------------ | ------------------------ | ------------------------ | --- | ------------------------ | ------------------------ | ------------------------ | ------------------------ | --- |
| 打順                     | 守備                     | 選手                     | 打席                     | M・シャーザーY・ゴームズR・ジマーマンA・カブレラA・レンドンT・ターナーJ・ソトV・ロブレスA・イートンH・ケンドリック | 打順                     | 守備                     | 選手                     | 打席                     | Z・グレインキーR・チリノスY・グリエルJ・アルトゥーベA・ブレグマンC・コレアM・ブラントリーG・スプリンガーJ・レディックY・アルバレス |
| 1                        | 遊                       | T・ターナー              | 右                       | M・シャーザーY・ゴームズR・ジマーマンA・カブレラA・レンドンT・ターナーJ・ソトV・ロブレスA・イートンH・ケンドリック | 1                        | 中                       | G・スプリンガー          | 右                       | Z・グレインキーR・チリノスY・グリエルJ・アルトゥーベA・ブレグマンC・コレアM・ブラントリーG・スプリンガーJ・レディックY・アルバレス |
| 2                        | 右                       | A・イートン              | 左                       | M・シャーザーY・ゴームズR・ジマーマンA・カブレラA・レンドンT・ターナーJ・ソトV・ロブレスA・イートンH・ケンドリック | 2                        | 二                       | J・アルトゥーベ          | 右                       | Z・グレインキーR・チリノスY・グリエルJ・アルトゥーベA・ブレグマンC・コレアM・ブラントリーG・スプリンガーJ・レディックY・アルバレス |
| 3                        | 三                       | A・レンドン              | 右                       | M・シャーザーY・ゴームズR・ジマーマンA・カブレラA・レンドンT・ターナーJ・ソトV・ロブレスA・イートンH・ケンドリック | 3                        | 左                       | M・ブラントリー          | 左                       | Z・グレインキーR・チリノスY・グリエルJ・アルトゥーベA・ブレグマンC・コレアM・ブラントリーG・スプリンガーJ・レディックY・アルバレス |
| 4                        | 左                       | J・ソト                  | 左                       | M・シャーザーY・ゴームズR・ジマーマンA・カブレラA・レンドンT・ターナーJ・ソトV・ロブレスA・イートンH・ケンドリック | 4                        | 三                       | A・ブレグマン            | 右                       | Z・グレインキーR・チリノスY・グリエルJ・アルトゥーベA・ブレグマンC・コレアM・ブラントリーG・スプリンガーJ・レディックY・アルバレス |
| 5                        | DH                       | H・ケンドリック          | 右                       | M・シャーザーY・ゴームズR・ジマーマンA・カブレラA・レンドンT・ターナーJ・ソトV・ロブレスA・イートンH・ケンドリック | 5                        | 一                       | Y・グリエル              | 右                       | Z・グレインキーR・チリノスY・グリエルJ・アルトゥーベA・ブレグマンC・コレアM・ブラントリーG・スプリンガーJ・レディックY・アルバレス |
| 6                        | 二                       | A・カブレラ              | 両                       | M・シャーザーY・ゴームズR・ジマーマンA・カブレラA・レンドンT・ターナーJ・ソトV・ロブレスA・イートンH・ケンドリック | 6                        | DH                       | Y・アルバレス            | 左                       | Z・グレインキーR・チリノスY・グリエルJ・アルトゥーベA・ブレグマンC・コレアM・ブラントリーG・スプリンガーJ・レディックY・アルバレス |
| 7                        | 一                       | R・ジマーマン            | 右                       | M・シャーザーY・ゴームズR・ジマーマンA・カブレラA・レンドンT・ターナーJ・ソトV・ロブレスA・イートンH・ケンドリック | 7                        | 遊                       | C・コレア                | 右                       | Z・グレインキーR・チリノスY・グリエルJ・アルトゥーベA・ブレグマンC・コレアM・ブラントリーG・スプリンガーJ・レディックY・アルバレス |
| 8                        | 捕                       | Y・ゴームズ              | 右                       | M・シャーザーY・ゴームズR・ジマーマンA・カブレラA・レンドンT・ターナーJ・ソトV・ロブレスA・イートンH・ケンドリック | 8                        | 捕                       | R・チリノス              | 右                       | Z・グレインキーR・チリノスY・グリエルJ・アルトゥーベA・ブレグマンC・コレアM・ブラントリーG・スプリンガーJ・レディックY・アルバレス |
| 9                        | 中                       | V・ロブレス              | 右                       | M・シャーザーY・ゴームズR・ジマーマンA・カブレラA・レンドンT・ターナーJ・ソトV・ロブレスA・イートンH・ケンドリック | 9                        | 右                       | J・レディック            | 左                       | Z・グレインキーR・チリノスY・グリエルJ・アルトゥーベA・ブレグマンC・コレアM・ブラントリーG・スプリンガーJ・レディックY・アルバレス |
| 先発投手                 | 先発投手                 | 先発投手                 | 投球                     | M・シャーザーY・ゴームズR・ジマーマンA・カブレラA・レンドンT・ターナーJ・ソトV・ロブレスA・イートンH・ケンドリック | 先発投手                 | 先発投手                 | 先発投手                 | 投球                     | Z・グレインキーR・チリノスY・グリエルJ・アルトゥーベA・ブレグマンC・コレアM・ブラントリーG・スプリンガーJ・レディックY・アルバレス |
| M・シャーザー            | M・シャーザー            | M・シャーザー            | 右                       | M・シャーザーY・ゴームズR・ジマーマンA・カブレラA・レンドンT・ターナーJ・ソトV・ロブレスA・イートンH・ケンドリック | Z・グレインキー          | Z・グレインキー          | Z・グレインキー          | 右                       | Z・グレインキーR・チリノスY・グリエルJ・アルトゥーベA・ブレグマンC・コレアM・ブラントリーG・スプリンガーJ・レディックY・アルバレス |

## セレモニー
試合前のアメリカ合衆国国歌『星条旗』独唱・演奏と始球式、およびセブンス・イニング・ストレッチにおける『ゴッド・ブレス・アメリカ』独唱・合唱を行った人物は、それぞれ以下の通り。
| 試合  | 国歌独唱・演奏                              | 始球式                                                                    | 始球式                                       | 『ゴッド・ブレス・アメリカ』 独唱・合唱   |
| 試合  | 国歌独唱・演奏                              | 投手役                                                                    | 捕手役                                       | 『ゴッド・ブレス・アメリカ』 独唱・合唱   |
| ----- | ------------------------------------------- | ------------------------------------------------------------------------- | -------------------------------------------- | ----------------------------------------- |
| 第1戦 | ニコール・シャージンガー                    | ブライアン・マッキャン                                                    | エバン・ガティス                             | ダグ・レイダー （アメリカ海兵隊幕僚軍曹） |
| 第2戦 | リア・フォックス （アメリカ空軍一等空兵）   | シモーネ・バイルズ                                                        | ジェイク・マリスニック                       |                                           |
| 第3戦 | D.C.ワシントン                              | バズ・オルドリン                                                          | アンドリュー・スティーブンソン               | アメリカ海軍軍楽隊 シー・チャンターズ     |
| 第3戦 | D.C.ワシントン                              | チャド・コルデロ                                                          | ブライアン・シュナイダー                     | アメリカ海軍軍楽隊 シー・チャンターズ     |
| 第4戦 | アメリカ陸軍 金管五重奏団                   | ジャナイア・フリーマン（ナショナルズ・ ユースベースボールアカデミー会員） | エイドリアン・サンチェス                     | ペイジ・ローブル （アメリカ空軍一等軍曹） |
| 第5戦 | ボブ・マクドナルド （アメリカ陸軍上級曹長） | ホセ・アンドレス                                                          | ライアン・ジマーマン                         |                                           |
| 第6戦 | クレイ・ウォーカー                          | アキーム・オラジュワン                                                    | クライド・ドレクスラー                       |                                           |
| 第7戦 | コディ・ジョンソン                          | クレイグ・ビジオ、 ジェフ・バグウェル                                     | コリン・マクヒュー、 ランス・マッカラーズJr. |                                           |

第3戦の試合前、バズ・オルドリンによる始球式とチャド・コルデロによる始球式が、それぞれ別個に行われた。オルドリンは宇宙飛行士として1969年7月のアポロ11号に搭乗し、クルーの船長ニール・アームストロングに次いで史上2人目の月面着陸者となった。今シリーズに際しては、大会冠スポンサーであるYouTube TVのCM『月面のボール』編に出演している。そのCMは、以下のような筋書きである。
オルドリンはテレビの野球中継を観ながら、孫に「おじいちゃん、今までに観た最高の試合は何？」と訊かれ「1941年のワールドシリーズだね。ちょうどおまえと同じくらいの歳だった」と答える。そのシリーズ第4戦でブルックリン・ドジャースのピート・ライザーが「月まで飛んだ」と言われる大きな本塁打を放ち、それがオルドリンの目に焼き付いていた。大人になったオルドリンは、宇宙飛行士としてアポロ11号に搭乗し月へ向かう。月面に降り立ったオルドリンは、足元に野球のボールが落ちているのを見つけ、それを拾い上げた。
場面は現代に戻る。テレビ中継されていた試合で、ナショナルズのフアン・ソトが大きな打球を飛ばした。孫が「どこまで飛んだかな？」と訊くと、オルドリンは「たぶん火星じゃないかな」と答えた。
こうした経緯から、オルドリンによる始球式が "YouTube TV Pitch" として行われることとなった。ただし、公式の始球式はコルデロによるものという扱いである。

## テレビ中継

### アメリカ合衆国
アメリカ合衆国におけるテレビ中継はFOXが放送した。実況はジョー・バックが、解説はジョン・スモルツが、フィールドリポートはケン・ローゼンタールとトム・バードゥッチが、それぞれ務めた。また試合前にはケビン・バークハート進行のコーナーがあり、デビッド・オルティーズやアレックス・ロドリゲス、フランク・トーマスが出演して試合の見所などを語った。FOXがスポンサー企業に販売したCM放送枠の価格は30秒あたり45万ドルと推定される。第7戦ではアメリカ合衆国大統領ドナルド・トランプの陣営が、1年後の大統領選挙での再選に向け1期目の実績をアピールするCMを流すために、具体的な金額は不明ながら7桁（100万ドル以上）の金額を費やしたとされる。今シリーズ7試合でFOXが得た広告収入は総額4億ドルを超えたとみられる。
全7試合の平均視聴率は8.1%で、前年から0.2ポイント下降した。平均視聴者数は1391万人で、これは2012年と2008年に次いで、史上3番目に少ない数字である。シリーズを通しての、全米および出場両チームの本拠地都市圏における視聴率等は以下の通り。
| 試合  | 日付           | 放送時間               | 全米   | 全米   | 全米     | コロンビア特別区など ワシントン | コロンビア特別区など ワシントン | テキサス州ヒューストン | テキサス州ヒューストン |
| 試合  | 日付           | 放送時間               | 視聴率 | 占拠率 | 視聴者数 | 視聴率                          | 占拠率                          | 視聴率                 | 占拠率                 |
| ----- | -------------- | ---------------------- | ------ | ------ | -------- | ------------------------------- | ------------------------------- | ---------------------- | ---------------------- |
| 第1戦 | 10月22日（火） | 午後08時04分〜11時53分 | 7.3%   | 15%    | 1219万人 | 23.1%                           | 42%                             | 34.1%                  | 56%                    |
| 第2戦 | 10月23日（水） | 午後08時03分〜00時01分 | 7.1%   | 15%    | 1193万人 | 23.5%                           | 42%                             | 31.7%                  | 53%                    |
| 第3戦 | 10月25日（金） | 午後08時01分〜00時10分 | 7.1%   | 15%    | 1222万人 | 24.0%                           | 46%                             | 30.5%                  | 53%                    |
| 第4戦 | 10月26日（土） | 午後08時04分〜11時50分 | 5.9%   | 13%    | 1022万人 | 17.3%                           | 36%                             | 30.4%                  | 54%                    |
| 第5戦 | 10月27日（日） | 午後08時02分〜11時22分 | 6.5%   | 12%    | 1139万人 | 不明                            | 不明                            | 不明                   | 不明                   |
| 第6戦 | 10月29日（火） | 午後08時03分〜11時46分 | 9.6%   | 19%    | 1643万人 | 23.4%                           | 43%                             | 41.2%                  | 62%                    |
| 第7戦 | 10月30日（水） | 午後08時04分〜00時00分 | 13.1%  | 25%    | 2301万人 | 31.8%                           | 53%                             | 42.7%                  | 63%                    |
| 平均  | 平均           | 平均                   | 8.1%   | 16%    | 1391万人 | 23.3%                           | 43%                             | 35.1%                  | 57%                    |

| 今シリーズ | 今シリーズ | 今シリーズ | 前年からの変動 | 前年からの変動  | 前年からの変動 | 前年からの変動 | 裏番組の最高視聴率                              | 裏番組の最高視聴率                              | 裏番組の最高視聴率                              | 裏番組の最高視聴率                              |
| 試合       | 視聴率     | 視聴者数   | 前年視聴率     |                 | 前年視聴者数   |                | 番組                                            | 放送局                                          | 放送時間                                        | 視聴率                                          |
| 試合       | 視聴率     | 視聴者数   | 前年視聴率     | 変動            | 前年視聴者数   | 変動           | 番組                                            | 放送局                                          | 放送時間                                        | 視聴率                                          |
| ---------- | ---------- | ---------- | -------------- | --------------- | -------------- | -------------- | ----------------------------------------------- | ----------------------------------------------- | ----------------------------------------------- | ----------------------------------------------- |
| 第1戦      | 7.3%       | 1219万人   | 8.2%           | 0.9ポイント下降 | 1376万人       | 157万人減少    | 『NCIS 〜ネイビー犯罪捜査班』                   | CBS                                             | 午後08時00分〜09時00分                          | 7.0%                                            |
| 第2戦      | 7.1%       | 1193万人   | 8.1%           | 1.0ポイント下降 | 1346万人       | 153万人減少    | 『シカゴ・メッド』                              | NBC                                             | 午後08時00分〜09時00分                          | 5.1%                                            |
| 第3戦      | 7.1%       | 1222万人   | 7.9%           | 0.8ポイント下降 | 1325万人       | 103万人減少    | 『ブルーブラッド 〜NYPD家族の絆〜』             | CBS                                             | 午後10時00分〜11時00分                          | 4.5%                                            |
| 第4戦      | 5.9%       | 1022万人   | 7.9%           | 2.0ポイント下降 | 1356万人       | 334万人減少    | Saturday Night Football                         | ABC                                             | 午後07時37分〜11時20分                          | 3.8%                                            |
| 第5戦      | 6.5%       | 1139万人   | 10.5%          | 4.0ポイント下降 | 1763万人       | 624万人減少    | 『サンデーナイトフットボール』                  | NBC                                             | 午後08時23分〜11時29分                          | 10.4%                                           |
| 第6戦      | 9.6%       | 1643万人   | （なし）       | （なし）        | （なし）       | （なし）       | 『NCIS 〜ネイビー犯罪捜査班』（再放送）         | CBS                                             | 午後08時00分〜09時00分                          | 5.1%                                            |
| 第7戦      | 13.1%      | 2301万人   | （なし）       | （なし）        | （なし）       | （なし）       | 『シカゴ・メッド』                              | NBC                                             | 午後08時00分〜09時00分                          | 5.2%                                            |
| 平均       | 8.1%       | 1391万人   | 8.3%           | 0.2ポイント下降 | 1413万人       | 022万人減少    | ［註］放送時間は東部夏時間。中部夏時間は－1時間 | ［註］放送時間は東部夏時間。中部夏時間は－1時間 | ［註］放送時間は東部夏時間。中部夏時間は－1時間 | ［註］放送時間は東部夏時間。中部夏時間は－1時間 |

### 日本
日本での生中継の放送は、日本放送協会（NHK）の衛星放送チャンネル "BS1" で行われた。実況は鏡和臣が、解説は今中慎二と岩村明憲が務め、さらに最初の2試合のみゲストとして上原浩治も出演した。